# Ylenia Carrisi
Ylenia Maria Sole Carrisi ismert nevén Ylenia Carrisi (Róma, 1970. november 29. – New Orleans, 1994. január 6. (halála feltételezett dátuma) olasz televíziós személyiség és showgirl.
Al Bano és Romina Power lánya, titokzatos eltűnése miatt került a hírekbe.

## Élete
Al Bano és Romina Power legidősebb lánya, anyai nagyszülei Tyrone Power amerikai színész és mexikói felesége, Linda Christian voltak. 1983-ban játszott Aldo Grimaldi Pezsgő a paradicsomban című filmjében, amelynek főszereplői a szülei voltak. 1987-ben debütált énekesként egy duettben édesanyjával az Abbi fede című számban, amely a Llóibertà! című albumban. Az inas szerepét játszotta a The Wheel of Fortune című show-műsor első kiadásában, amelynek házigazdája Mike Bongiorno volt Canale 5-ön, 1989. március 5. és június 25. között.
Miközben a King’s College London irodalomkurzusára járt, elkezdte magában hordozni azt a szándékot, hogy egyedül utazza be a világot, csak hátizsákkal és naplójával. 1993 júliusában, amint Rómában landolt, miután visszatért első családi útjáról New Orleansből, azt mondta apjának, hogy októberben Belize-be indul, mert könyvet szeretne írni az utcai művészekről és a hajléktalanokról. Ezért úgy döntött, szünetet tart a tanulmányaiban, és eladott néhány tárgyat, hogy finanszírozza álmai utazását, kezdve Dél-Amerikával. Néhány héttel elutazása után, a karácsonyi időszakban Yari, az öccse úgy döntött, meglepi és csatlakozik hozzá. Belize-be érve felfedezte, hogy „24 órás késéssel” érkezett, mivel a lány már New Orleansba tartott, abba városba, ahol aztán néhány nap múlva titokzatosan eltűnt.

## Titokzatos eltűnése
Ylenia utolsó párbeszéde a családjával 1994. január 1-jére datálható, amikor a New Orleans-i LeDale Hotel telefonjáról hívták, és hazairányítottak. Úgy tűnik, ez a telefonhívás teljesen békés módon zajlott le az anyával, ellentétben az előző napi telefonhívással, amely az apával való vita után hirtelen ért véget, bosszantotta, hogy a lánya visszatért New Orleansba.

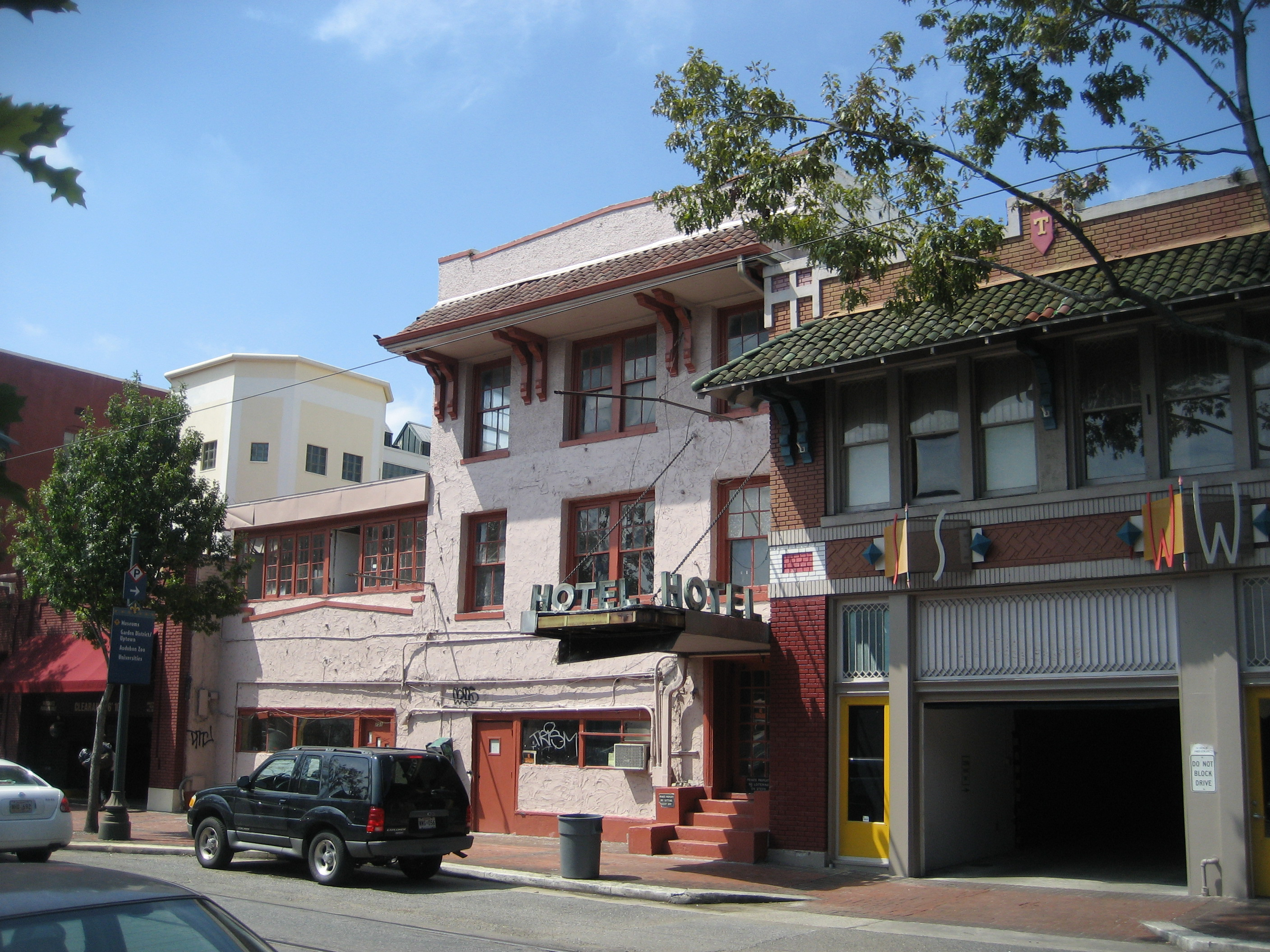
A LeDale Hotel New Orleansban, Ylenia Carrisi utolsó ismert lakóhelyén. A szállodát ezt követően bezárták, az épületet pedig lebontották

Körülbelül hat hónappal korábban ebben a városban találkozott Ylenia Alexander Masakela utcai trombitással, akit rosszul fogadott a család; ő volt az első, akit kihallgattak az eltűnésével kapcsolatban. Mindketten a LeDale Hotelben szálltak meg egy szobában, de a férfi nem jelentette Ylenia eltűnését, amikor a lány nem tért vissza a szállodába, és semmilyen módon nem tette elérhetővé magát. Később a férfi azt állította, hogy ő és a lány külön ágyban aludtak a szállodában töltött éjszaka alatt, mivel Ylenia az ő ragaszkodása ellenére nem volt hajlandó lefeküdni vele. Masakela guruként volt ismert, de zaklatott és kábítószeres múltja volt. Ylenia Carrisit 1994. január 6-án látták utoljára a szállodában: a tulajdonos, Cindee Dale kijelentette, hogy a lány dél körül elment, és soha többé nem tért vissza. Szinte minden személyes tárgyát a szobában hagyta (hátizsák, jegyzetek, útlevél, fényképezőgép, poggyász, ruhák, Biblia). Masakela január 14-ig a szállodában maradt, amikor is megmutatta a személyzetnek Carrisi útlevelét, és megpróbálta kifizetni a szobaszámlát is a lány aláírás nélküli utazási csekkjeivel.
Ekkor a szálloda vezetői kihívták a rendőrséget: Masakela először azt nyilatkozta, hogy nem tudja, hol van Ylenia, de azt hiszi, hogy jól van. Néhány héttel később azonban volt barátnője feljelentette a férfit nemi erőszak miatt, és a rendőrség nyomozni kezdett az életmodja után. Masakelát január 31-én tartóztatták le, de bizonyítékok hiányában kevesebb mint két hét múlva szabadon engedték. Romina többször is állította, hogy Masakela eltüntette a lányát azáltal, hogy bekerült a „fehér emberkereskedelemhez” hasonló piszkos körbe, valószínűleg először úgy, hogy elkábította és elkülönítette valahol.

A legmegbízhatóbbnak tartott tanúvallomás Albert Cordova, az Audubon Aquarium of the Americas éjjeliőre, aki arról számolt be, hogy 1994. január 6-án 23.30 körül egy szőke lányt látott beugrani a Mississippibe :
„A faemelvényen ült lelógó lábakkal. Szőke, csinos, 18 és 24 év közötti. Sötét kabátot és mintás, talán virágos ruhát viselt, ami a térde alá ért. Nagyon szomorú, nyomott hangulatban volt. A folyót nézte. A folyó mentén húzódó parksávban éjszaka megállni tilos: csak átkelni lehet rajta. Így amint messziről megláttam, egy-két méterre megközelítettem. Mindez nem tartott tovább 30-60 másodpercnél. Azt mondtam neki: »Nem maradhatsz ott, el kell jönnöd onnan.« – »Nem számít« – válaszolta –, »egyébként is a vizekhez tartozom«, és egy ugrással beugrott a Mississippibe. Kiabáltam neki, hogy jöjjön vissza, de úgy tett, mintha nem akarna hallani. Félelem nélkül magabiztosan úszott tovább a folyó közepe felé. Amikor láttam, hogy egyre távolodik, rohantam, hogy folyami rendőrt hívjak. Együtt tovább kiabáltunk, hiába. Aztán hirtelen, talán a hideg okozta görcs miatt, küszködni kezdett, segítséget kért: egyszer lebukott, aztán megint. Egy elhaladó hajó egyfajta örvényt hozott létre. A lány ismét lebukott, de ezúttal nem bukkant fel újra. Órákig kerestük, három rendőrségi motorcsónakkal és két helikopterrel. Nem tehettünk semmit."
Az első pillanatban, Albert Cordova hasonlóságot velt fölfedezni az eltűnt tizenötéves Brooke Susanne Javins morgantowni (Nyugat-Virginia) lánnyal. Ez a verzió január 28-ig hihető volt, amikor az a lány élve előkerült. Akkor Ronald Brink a New Orleans Police Department detektívje Cordovának Ylenia friss fotóit, aki akkor azonosította Al Bano Carrisi és Romina Power leányát. Soha senki nem vonta valójában kétségbe állítását, és Ylenia testi adatait a Mississippiből a következő hónapokban kifogott vízihullákkal sem hasonlították össze. Kétségtelen, hogy New Orleans hatóságai elfogadtak Al Bano nyilatkozatát, aki mindig elfogadta az őr elbeszélését. Különösen a lány azon mondata győzte meg az énekest, hogy „én a vizekhez tartozom”, amit kislánykora óta Ylenia többször is kijelentett.
Al Bano számára már a Cordova által leírt baleset dinamikája is ismerősen csengett: valójában önéletrajzában kijelentette, hogy Ylenia néhány hónappal korábban már az életét kockáztatta Masakela miatt, amikor beugrott a Mississippibe, de akkor még sikerült kimenekülnie. Al Bano szerint is a kábítószer sodorta a mélybe, ami az eltűnéséhez vezetett: első New Orleans-i tartózkodásuk során Ylenia hirtelen megszökött a szállodából, ahol családjával szállt meg, megállítva a taxisokat, és azt kiabálva : „Az az ember bántani akar!”, magára Al Banóra mutogatva. Az énekes abban a pillanatban értette meg, hogy lánya kábítószeres, és hozzátette, hogy aznap este még beszélt Masakelával, akivel előző nap találkozott. Egy másik alkalommal, ismét Al Bano szerint, Ylenia bevallotta neki, hogy marihuánát szívott, bár mindig is utálta a dohányzást.

## A keresések

### Felfedezések 2011-ben és 2013-bana Chi l'ha visto? műsorban
2011 őszén a Chi l'ha visto? először tárta fel egy New Orleans-i lány vallomását, aki évekig Masakela pszichofizikai erőszakjának áldozata volt, s aki elzárva tartotta őt a családjától. Az élmény kapcsán elmondta, hogy nem képes megérteni és akarni, mintha megbabonázták volna, tudta, hogy árt a családjának, de ennek ellenére nem tudott elszabadulni tőle. A tudósító kérdésére: „Drogozott?”, a Sharon nevű nő így válaszolt: „Nem tudom, ez valószínű. Mindig adott nekem italokat, poharakban, üvegekben”.
Az anya, Romina a család nagy részével együtt 2011-ben azt hitte, Ylenia még él, vagy mindenesetre nem a Mississippiben halt volna meg. Al Bano már 2005-ben, amint arról az È la mia vita című önéletrajzi könyv is beszámol, meg volt győződve a biztonsági őr történetéről, mivel „nincs más követendő nyom”, az eltűnést a drogok állítólagos használatnak tulajdonítva; olyan droghasználat, amelyben az anya, Romina erősen kételkedik, hogy valaha is létezett, de nem zárja ki annak lehetőségét, hogy lányát bekábítózták.

### Keith Hunter Jesperson nyilatkozatai
A megoldatlan ügyeket vizsgáló szakértő jelentése szerint Dennis Haley, a sorozatgyilkos, Keith Hunter Jesperson (Happy Face Killer) kanadai, akit három életfogytiglani börtönbüntetésre ítéltek Oregonban, felismerte volna Ylenia fényképét, azt állítva, hogy egyike áldozatainak, egy fiatal nő, akit soha nem azonosítottak, és aki Suzanne-nak (ugyanazt a nevet használja, mint Ylenia), Suzynak vagy Susannek nevezte; állítólag megtámadta és megölte, miközben Ylenia egy tampai benzinkút közelében stoppolt. A floridai hatóságok elrendelték a maradványok DNS-vizsgálatát; ebből a célból levették apja, Al Bano DNS-ét, és elküldték az Egyesült Államokba, hogy ellenőrizzék, olasz-e. A DNS-teszt azonban negatív lett.

## A halál megállapítása iránti kérelem
2013 januárjában Al Bano kérelmet nyújtott be a Brindisi bírósághoz lánya, Ylenia feltételezett halálának megállapítása iránt. Ylenia 1994. január 6-i feltételezett halálát végül 2014. december 1-jén a brindisi bíróság ítéletével kimondta.

## Fordítás
- Ez a szócikk részben vagy egészben  a   Ylenia Carrisi című olasz Wikipédia-szócikk ezen változatának fordításán alapul.  Az eredeti cikk szerkesztőit annak laptörténete sorolja fel. Ez a jelzés csupán a megfogalmazás eredetét és a szerzői jogokat jelzi, nem szolgál a cikkben szereplő információk forrásmegjelöléseként.

## Bibliográfia
- Al Bano, Ég és föld között: gyökereim, az élet évszakai, a hit ereje, Milánó, Piemme, 2013, ISBN 978-88-566-2860-9
- Al Bano, elhiszem: mert hittel soha nem adtam fel, Milan, Piemme meetings, 2012, ISBN 978-88-566-2426-7
- Jesse Russell, Ronald Cohn, Ylenia Carrisi, Igény szerinti könyv, 2012, ISBN 978-5-511-62547-8
- Mike Bongiorno, Nicolò Bongiorno, Mike verziója, Mondadori, 2007, ISBN 978-88-04-57247-3
- Andrei Codrescu, New Orleans, Mon Amour: Twenty Years of Writings from the City, Algonquin Books, 2006, ISBN 1-56512-505-3
- Giovanna Del Negro, The Walk and Popular Culture in an Italian Town, Montreal, McGill-Queens University Press, 2004, ISBN 0-7735-2739-7
- Louisiana blues, szerző: Gabriele Romagnoli, Feltrinelli Editore, 2001, ISBN 88-7108-165-X
- Vittorio Franchini, A boldog zene földje: Louisiana: jazz, voodoo, aligátorok, Riport 2000, Szerkesztő: Touring Editore, 2004, ISBN 88-365-3067-2
- Enzo Catania, Mario Celi, Ylenia rejtélye, előszó: Guglielmo Zucconi, Pavia, Liber Internazionale, 1994, ISBN 88-8004-018-9
- Al Bano & Romina Power, Önarckép A-tól R-ig, szerkesztette: Laura Ballio, Milánó, Rizzoli, 1991
- Ylenia és a többiek, „L'Espresso”, Róma, 6. szám, 1994. február 11.
- Ylenia a „jetski”-t egy kivételes professzorral gyakorolja: Al Bano, apja, „Semana”, Madrid, 1988
- Aldo D'Orazio, Romina: Oroszországban megtaláltam, kik vehetik át Al Bano helyét, „Novella 2000”, 1986. évi 36. szám
- Romina az én világom egy fényképen, „GIOIA”, n. 1985. 3.